# Sophrops acalcarium
Sophrops acalcarium är en skalbaggsart som beskrevs av Gu och Zhang 1996. Sophrops acalcarium ingår i släktet Sophrops och familjen Melolonthidae. Inga underarter finns listade i Catalogue of Life.